# Islands Højesteret
Islands Højesteret (islandsk: Hæstiréttur Íslands) er den første og sidste appelinstans i det islandske retsvæsen. Retten hører appeller fra herredsretterne.
Rettens jurisdiktion er defineret i landets forfatning. De nærmere regler vedrørende domstolen findes i Domstolsloven nr. 15/1998. Højesteretten er beliggende i Dómhúsinu (dansk: Domhuset) ved Arnarhóll i Reykjavik. Bygningen blev opført til formålet i 1996.
Retten består af ni højesteretsdommere. Den nuværende højesteretspræsident er Markús Sigurbjörnsson.

## Historie
Domstolen blev oprettet under Højesteretsloven nr. 22/1919, og den afholdt sit første retsmøde den 16. februar 1920. Tidligere havde Landsyfirréttur (Landsoverretten) været den højeste appelinstans i Island, selvom det var muligt at få prøvet sin ved Højesteret i Danmark. Med etableringen af den islandske højesteret fik man flyttet det afgørende ord i islandske sager hjem til Island.
De første dommere ved den islandske højesteret var Kristján Jónsson (præsident), Halldór Danielsson Eggert Briem, Lárus H. Bjarnason og Páll Einarsson. De tre førstnævnte havde været dommere ved den tidligere landsoverret, der blev oprettet i 1800, men afviklet ved etableringen af den islandske højesteret i 1920.